# Ernst Eichhorn (Politiker)
Ernst Eichhorn (* 21. August 1932 in Stützerbach) ist ein deutscher Glasbläser, Ingenieur und früherer  Volkskammerabgeordneter der DDR der SED.

## Leben
Nach dem Besuch der Volksschule und der Mittelschule ging Eichhorn an die Gewerbliche Berufsschule. 1946 nahm er eine dreijährige Lehre zum Glasbläser auf. Danach war er in diesem Beruf in seinem Heimatort tätig und qualifizierte sich durch den Besuch der Ingenieurschule für Technische Glasverarbeitung Ilmenau zum Ingenieur weiter. Den entsprechenden Abschluss erlangte er 1955 und wurde in der Folge Leiter der Abteilung Forschung und Entwicklung des Volkseigenen Betriebes Glaswerke Stützerbach im VEB Werk für Technisches Glas Ilmenau. 1968 bis 1973 war er Werkdirektor im VEB Jenaer Glaswerk.

## Politik
Eichhorn trat 1955 in der SED ein und wurde 1957 Zweiter Sekretär und 1958 Erster Sekretär der Betriebsparteiorganisation. 1961 wurde er Mitglied der Gemeindevertretung von Stützerbach.
In der Wahlperiode von 1963 bis 1967 war er Mitglied der SED-Fraktion in der Volkskammer der DDR.
1994 kandidierte er für die SPD bei der Wahl des Bürgermeisters in Stützerbach.

## Auszeichnungen
- zweimal Medaille für ausgezeichnete Leistungen